# Strausseefærge
Strausseefærgen er en elektrisk kabelfærge i Brandenburg. Den krydser Straussee over en længde på 370 meter og forbinder Strausbergs bymidte med boligområdet "Jenseits des Sees".
Færgen er et vartegn for Strausberg og er en fredet bygning.

## Historie
Færgeforbindelsen har eksisteret siden 1894, efter at forretningsmanden Daniel Gepke (1843–1904) byggede en badeanstalt, en bowlingbane og en restaurant på den vestlige bred af Straussee. Den første færge blev manuel betjent med et hånddrevet spil.
På grund af stigende passagertal blev der fra omkring 1897 i stedet benyttet en større færge med petroleumsdrevet dieselmotor og plads til 200 passagerer. Efter Gepkes død købte byen Strausberg denne færge af hans arvinger.
En ny færge fulgte i 1913 med en benzindrevet Otto-motor. Denne motor var faktisk tilstrækkelig kraftig; men dets driftsstøj og lugten af udstødningsgas føltes så ubehageligt, at rekreationsområdet med badeanstalten, bowlinghallen og restauranten som sådan var truet. (Dengang: En diesel ryger, en benzinmotor stinker.)
Derfor overvejede byadministrationen i byen Strausberg at udstyre færgen med en elmotor. Ifølge videnskabens tilstand i 1913 var kun batteridrift eller luftledningsdrift mulig for en elektrisk motor i denne færge (under hensyntagen til økonomisk effektivitet). Byadministrationen i Strausberg by valgte en (sandsynligvis mere miljøvenlig) luftledningsdrift, selv om det repræsenterede en stor konstruktiv risiko. Denne satsning lykkedes dog
I 1915 blev denne færge (trods 1. Verdenskrig) ombygget til en elektrisk motor og en jævnstrømsluftledning med en spænding på 170 volt. Denne færge blev styret sideværts af to stålwirer strakt gennem vandet. Den trak sin trækstrøm fra en fritspændende[2][3] enkeltpolet køreledning, som er fastgjort til to gittermaster. Masten på østbredden, som også bærer et ur, er 9,6 meter høj; masten på vestbredden er 9,7 meter høj. Den mindste højde af køreledningen over Straussee er 5,8 meter. De to stålwirer, som er moderat jordet via det moderat ledende vand, fungerer som returledninger. Elektrisk ligner dette system et kørelednings- og to-skinnesystem, hvor skinnerne kun er jordet til vejoverfladen.
Dagens færge Steffi forlod skibsværftet Marienwerder (Barnim) i 1967. Din nuværende motor forsynes med 230 volt netspænding og har en effekt på 7,5 kilowatt. Den må normalt maksimalt transportere 100 passagerer. I juni 2012 fandt en omfattende eftersyn af færgen sted.
Siden Haßmersheim am Neckar-færgen blev lukket ned i september 2014, er Straussee-færgen i øjeblikket den eneste trolleyfærge i Tyskland.
Mellem september 2016 og juni 2017 blev færgelinjen afbrudt. Ud over den løbende revision af færgen blev de to moler ombygget til omkring seks meter lange flydebroer for at muliggøre barrierefri adgang uanset vandstanden. På grund af den synkende vandstand i Straussee var sikker adgang ikke længere garanteret. Der blev investeret omkring 100.000 euro i de to broer.

## Operation
Færgen drives af Strausberger Eisenbahn og sejler hele året rundt. I sæsonen er der færger hver halve time; op til 100 personer kan transporteres over søen på samme tid. Omkring 8.000 passagerer benytter færgeforbindelsen hvert år. Rejsetiden er syv minutter. Desuden er Straussee-færgen også integreret i Verkehrsverbund Berlin-Brandenburg (VBB) som et lokalt offentligt transportsystem og bærer derfor den ekstra betegnelse færgelinje 39. Den almindelige VBB-takst gælder dog ikke på færgen, men en særlig hustakst af Strausberger Eisenbahn. Billetter sælges ombord. De, der er berettiget til gratis rejse for svært handicappede, transporteres dog stadig gratis.

## Weblinks
- https://www.strausbergereisenbahn.de/fa-faehre.htm
- https://www.tagesspiegel.de/berlin/mit-der-wasserstrassenbahn-uber-den-see-1117837.html
- https://www.strausberg-live.de/damals-wars.php?id=33318